# Edward Hargraves
Edward Hammond Hargraves (7 de outubro de 1816 - 29 de outubro de 1891) foi um garimpeiro que alegou ter encontrado ouro na Austrália em 1851, iniciando uma corrida do ouro australiana.

## Início da vida
Edward Hammond Hargraves nasceu em 7 de outubro de 1816 em Gosport, Hampshire, Inglaterra, filho de Elizabeth (nascida Whitcombe) e John Edward Hargraves. Ele foi educado em Brighton e Lewes, mas deixou a escola aos 14 anos para ir para o mar. Ele chegou a Sydney em 1832.
Após sua chegada à colônia de Nova Gales do Sul, Hargraves trabalhou em uma propriedade em Bathurst por um período e depois foi para o norte até o Estreito de Torres, trabalhando nas indústrias de bêche-de-mer e tartaruga. Em 1834, ele ocupou 100 acres (40 ha) de terra perto de Wollongong. Ele se casou com Elizabeth Mackay em Sydney em 1836, e em 1839 eles se mudaram para East Gosford. Hargraves era um agente da General Steam Navigation Company e também fundou o Fox Under The Hill Hotel. Em 1843, ele assumiu outra propriedade no rio Manning, deixando sua esposa para trás para cuidar do hotel.
Em julho de 1849, Hargraves partiu para os Estados Unidos para participar da Corrida do Ouro da Califórnia. Ele não teve sucesso, mas retornou à Austrália em janeiro de 1851 com conhecimento de técnicas de prospecção e esperançoso de descobrir ouro mais perto de casa.

## Grande descoberta de ouro
Em 12 de fevereiro de 1851, ele, com John Lister, William Tom e James Tom, encontraram cinco partículas de ouro em Lewis Ponds Creek, em Nova Gales do Sul, Austrália. Recrutando a ajuda de outros para continuar a busca, ele retornou a Sydney em março para entrevistar o secretário colonial e, encorajado por seus amigos em Bathurst, escreveu ao The Sydney Morning Herald descrevendo os campos ricos. Hargraves não mencionou Lister ou os irmãos Tom ao divulgar a descoberta e, portanto, foi creditado como a única descoberta de ouro. Deixando sua equipe furiosa depois de reivindicar os $ 10 000 para si mesmo.

## Consequências e vida posterior
Hargraves foi recompensado pelo governo de Nova Gales do Sul por sua descoberta – ele recebeu £ 10 000 e foi nomeado Comissário das Terras da Coroa. O governo vitoriano pagou-lhe £ 5 000. Ele reivindicou apenas £ 2 381 antes que os fundos fossem congelados depois que John Lister protestou. Um inquérito foi realizado em 1853, que confirmou que Hargraves foi o primeiro a descobrir o campo de ouro.
Em 1856, Hargraves comprou um desembarque de 640 acres (260 ha) em Budgewoi, na costa central de Nova Gales do Sul. Ele passou a construir "Norahville" (também chamado Hargraves House) em Noraville. Os membros da tribo aborígene Wollombi são conhecidos por terem trabalhado na propriedade. Algumas fontes afirmam que Hargraves "se tornou amigo" dos membros da tribo aborígene.
Em 1877, Hargraves recebeu uma pensão de £ 250 por ano pelo Governo de Nova Gales do Sul, que recebeu até sua morte. Pouco antes de sua morte em Sydney, em 29 de outubro de 1891, uma segunda investigação descobriu que John Lister e James Tom haviam descoberto o primeiro campo de ouro. Lister está enterrado no cemitério de Millthorpe e Tom em Byng, ambos a 20 quilômetros (12 milhas) de Ofir.
Hargraves escreveu um livro sobre sua descoberta intitulado Austrália e seus campos de ouro: um esboço histórico das colônias australianas desde os primeiros tempos até os dias atuais com um relato particular das recentes descobertas de ouro, publicado em 1855.